# Ridillo
Ridillo ist eine italienische Funk-Soul-Gruppe, die 1991 gegründet wurde und im Bereich der Provinzen Mantua und Reggio Emilia beheimatet ist.
Das Repertoire der Gruppe enthält sowohl Eigenkompositionen als auch bekannte Soulklassiker, die in die italienische Sprache übertragen wurden. Die Band kam 1995 bei Polygram unter Vertrag und veröffentlichte mehr als ein Dutzend Alben.

## Diskografie (Auswahl)
- 1996: Ridillo, Best Sound
- 1998: Ridillove, Best Sound[1]
- 2000: Folk'n'funk, Best Sound
- 2008: Hello!, Sony BMG Music Entertainment
- 2011: Playboys, Halidon
- 2015: Italian Soul, Cosmica(Novellara)
- 2017: Live at the Blue Note Milano, Azurra Music
- 2017: Say It Again!, Playaudio
- 2018: Pronti, Funky, Via!, Playaudio